# Entasis

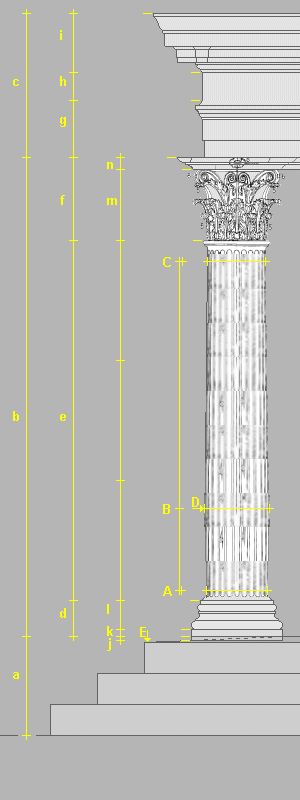
En korintisk kolonn med markerad entasis (D).

Entasis (från grekiska entasis, "inspännande) kallas en svag utbuktning i mittpartiet på en kolonn. De tidigaste fynden av kolonner med entasis daterar från 500-talet f.Kr. Var på kolonnen denna utbuktning är som störst till bredden kan fast ställa tid för tillkomst eller vilken stil den är utformad, en teori om vad som kan varit inspirationen för denna utbuktning och dess placering tros vara den mänskliga kroppen. Att basen likt ett par mänskliga fötter bär upp ett skaft med sin bredaste punkt på samma ställe som en människas.

## Entasis i Sverige
- Sjömanstornet